# KRC Genk in het seizoen 2009/10
Een overzicht van KRC Genk in het seizoen 2009/10, waarin de club zich via play-off II kwalificeerde voor de UEFA Europa League.

## Spelerskern
| Nr.           | Naam               | Nationaliteit | Geboortedatum | Vorige club                  |
| ------------- | ------------------ | ------------- | ------------- | ---------------------------- |
| Keepers       |                    |               |               |                              |
| 1             | Davino Verhulst    | België        | 25-11-1987    | 2005-2007 KSK Beveren        |
| 25            | Koen Casteels      | België        | 25-06-1992    | /                            |
| 26            | László Köteles     | Hongarije     | 01-09-1984    | 2007-2009 Diósgyőri          |
| 28            | Thibaut Courtois   | België        | 11-05-1992    | /                            |
| Verdedigers   |                    |               |               |                              |
| 2             | Dimitri Daeseleire | België        | 18-05-1990    | /                            |
| 4             | Torben Joneleit    | Duitsland     | 17-05-1987    | 2008-2009 Sporting Charleroi |
| 5             | Eric Matoukou      | Kameroen      | 08-07-1983    | 2002-2003 Heusden-Zolder     |
| 16            | Anele Ngcongca     | Zuid-Afrika   | 21-10-1987    | 2003-2007 FC Fortune         |
| 24            | Timothy Durwael    | België        | 24-02-1991    | /                            |
| 27            | Tiago Silva        | Brazilië      | 04-04-1979    | 2004-2007 CSKA Sofia         |
| 30            | João Carlos        | Brazilië      | 01-01-1982    | 2004-2008 KSC Lokeren        |
| 33            | Daniel Pudil       | Tsjechië      | 27-09-1985    | 2007-2008 Slavia Praag       |
| Middenvelders |                    |               |               |                              |
| 3             | David Hubert       | België        | 12-02-1988    | /                            |
| 6             | Ederson            | Brazilië      | 14-03-1986    | 2007-2009 Germinal Beerschot |
| 7             | Fabien Camus       | Tunesië       | 28-02-1985    | 2005-2009 Sporting Charleroi |
| 8             | Dániel Tőzsér      | Hongarije     | 12-05-1985    | 2006-2008 AEK Athene         |
| 11            | Istvan Bakx        | Nederland     | 20-01-1986    | 2007-2009 KV Kortrijk        |
| 14            | Kevin De Bruyne    | België        | 28-06-1991    | /                            |
| 19            | Thomas Buffel      | België        | 19-02-1981    | 2008-2009 Cercle Brugge      |
| 20            | Balázs Tóth        | Hongarije     | 24-09-1981    | 2006-2007 Erciyesspor        |
| 21            | Dugary Ndabashinze | Burundi       | 08-10-1989    | 2007 Atlético de Conakry     |
| 22            | Maurizio Aquino    | België        | 01-03-1990    | /                            |
| Aanvallers    |                    |               |               |                              |
| 9             | Moussa Koita       | Frankrijk     | 19-11-1982    | 2007-2009 Excelsior Virton   |
| 17            | Stein Huysegems    | België        | 16-06-1982    | 2007-2009 FC Twente          |
| 18            | Elyaniv Barda      | Israël        | 15-12-1981    | 2005-2007 Hapoel Tel Aviv    |
| 23            | Samuel Yeboah      | Ghana         | 08-08-1986    | 2008-2010 Hapoel Tel Aviv    |
| 29            | Goran Ljubojević   | Kroatië       | 04-05-1983    | 2006 FC St. Gallen           |
| 31            | Marvin Ogunjimi    | België        | 12-10-1987    | 2007-2008 RKC Waalwijk       |
| 32            | Orlando            | Brazilië      | 26-02-1981    | 2004-2010 Sporting Charleroi |

### Technische staf
|                 |                          |               |                                                 |
| Functie         | Naam                     | Nationaliteit | Opmerking                                       |
| Coach           | Frank Vercauteren (foto) | België        | Hoofdcoach vanaf 6 december 2009.               |
| Coach           | Hein Vanhaezebrouck      | België        | Ontslagen op 29 november 2009.                  |
| Assistent-coach | Pierre Denier            | België        | Hoofdcoach van 30 november tot 5 december 2009. |
| Assistent-coach | Hans Visser              | Nederland     |                                                 |
| Keeperstrainer  | Guy Martens              | België        |                                                 |

## Resultaten
Een overzicht van de competities waaraan Genk in het seizoen 2009-2010 deelnam.
| Seizoen 2009/10    | Seizoen 2009/10 | Seizoen 2009/10                   |
| Competitie         | Resultaat       | Uitgeschakeld door / Tegenstander |
| ------------------ | --------------- | --------------------------------- |
| Jupiler Pro League | Elfde           |                                   |
| Play-off II        | Winnaar         | KVC Westerlo                      |
| Beker van België   | 1/8 finale      | KSV Roeselare                     |
| Supercup           | Finalist        | Standard Luik                     |
| Europa League      | Play-off        | Lille OSC                         |

## Uitrustingen
Shirtsponsor(s): Euphony / Carglass / Vasco / Echo

Sportmerk: Nike
| Thuis | Uit | Doelman | Doelman | Doelman | Doelman |

## Transfers

### Zomer
| Naam            | Nationaliteit | Van/naar           | Type               |
| --------------- | ------------- | ------------------ | ------------------ |
| Inkomend        |               |                    |                    |
| Thomas Buffel   | België        | Cercle Brugge      | Gekocht            |
| Istvan Bakx     | Nederland     | KV Kortrijk        | Gekocht            |
| László Köteles  | Hongarije     | Diósgyőri          | Gekocht            |
| Fabien Camus    | Tunesië       | Sporting Charleroi | Gekocht            |
| Torben Joneleit | Duitsland     | AS Monaco          | Gekocht            |
| Moussa Koita    | Frankrijk     | Excelsior Virton   | Gekocht            |
| Uitgaand        |               |                    |                    |
| Sem Franssen    | België        |                    | Contract ontbonden |
| Hans Cornelis   | België        | Cercle Brugge      | Verkocht           |
| Tom Soetaers    | Servië        | KV Kortrijk        | Verkocht           |
| Sven Verdonck   | België        | Fortuna Sittard    | Verkocht           |
| Robin Henkens   | België        | Lommel United      | Verkocht           |
| Adam Nemec      | Slowakije     | FC Kaiserslautern  | Verkocht           |
| Alex da Silva   | Brazilië      | Sint-Truidense VV  | Verkocht           |
| Ivan Bošnjak    | Kroatië       | Iraklis FC         | Verkocht           |
| Jelle Vossen    | België        | Cercle Brugge      | Huur               |
| Pieter Nys      | België        | Fortuna Sittard    | Huur               |
| Tom De Mul      | Servië        | Sevilla            | Einde huur         |

### Winter
| Naam             | Nationaliteit | Van/naar           | Type     |
| ---------------- | ------------- | ------------------ | -------- |
| Inkomend         |               |                    |          |
| Samuel Yeboah    | Ghana         | Hapoel Tel Aviv    | Gekocht  |
| Orlando          | Brazilië      | Sporting Charleroi | Huur     |
| Uitgaand         |               |                    |          |
| Goran Ljubojević | Kroatië       | NK Zagreb          | Verkocht |
| Ederson          | Brazilië      | Sporting Charleroi | Verkocht |
| Moussa Koita     | Frankrijk     | Sporting Charleroi | Huur     |

## Jupiler Pro League

### Klassement reguliere competitie
| Pl. | Club                | GW | W  | V  | G  | GV | GT | Ptn. | Kwalificatie of degradatie     |
| --- | ------------------- | -- | -- | -- | -- | -- | -- | ---- | ------------------------------ |
| 1   | RSC Anderlecht      | 28 | 22 | 3  | 3  | 62 | 20 | 69   | Play-off I                     |
| 2   | Club Brugge         | 28 | 17 | 5  | 6  | 52 | 34 | 57   | Play-off I                     |
| 3   | AA Gent             | 28 | 14 | 7  | 7  | 49 | 30 | 49   | Play-off I                     |
| 4   | KV Kortrijk         | 28 | 12 | 7  | 9  | 39 | 30 | 45   | Play-off I                     |
| 5   | Sint-Truiden VV     | 28 | 12 | 10 | 6  | 35 | 35 | 42   | Play-off I                     |
| 6   | SV Zulte Waregem    | 28 | 10 | 7  | 11 | 39 | 32 | 41   | Play-off I                     |
| 7   | KV Mechelen         | 28 | 12 | 13 | 3  | 36 | 46 | 39   | Play-off II                    |
| 8   | Standard Luik       | 28 | 10 | 9  | 9  | 38 | 34 | 39   | Play-off II                    |
| 9   | Cercle Brugge       | 28 | 11 | 12 | 5  | 45 | 40 | 38   | Play-off II                    |
| 10  | Germinal Beerschot  | 28 | 9  | 11 | 8  | 30 | 43 | 35   | Play-off II                    |
| 11  | KRC Genk            | 28 | 8  | 10 | 10 | 33 | 31 | 34   | Play-off II                    |
| 12  | KVC Westerlo        | 28 | 8  | 12 | 8  | 28 | 34 | 32   | Play-off II                    |
| 13  | Sporting Charleroi  | 28 | 5  | 15 | 8  | 28 | 45 | 23   | Play-off II                    |
| 14  | KSC Lokeren         | 28 | 5  | 20 | 3  | 22 | 54 | 18   | Play-off II                    |
| 15  | KSV Roeselare       | 28 | 4  | 18 | 6  | 29 | 58 | 18   | Eindronde voor degradatie      |
| 16  | Excelsior Moeskroen | 0  | 0  | 0  | 0  | 0  | 0  | 0    | Schrapping van de bondslijsten |

### Play-off II B
| pos | Club               | GS | W | G | V | P  | DV | DT | DS |
| --- | ------------------ | -- | - | - | - | -- | -- | -- | -- |
| 1.  | KRC Genk           | 6  | 5 | 1 | 0 | 16 | 12 | 3  | +9 |
| 2.  | Standard Luik      | 6  | 2 | 3 | 1 | 8  | 8  | 5  | +3 |
| 3.  | Germinal Beerschot | 6  | 1 | 2 | 3 | 5  | 6  | 12 | −6 |
| 4.  | Charleroi          | 6  | 1 | 1 | 4 | 4  | 4  | 10 | −6 |

### Finale play-off II
|                  |                            |         |                         |                                                                  |
| 2 mei 2010 20:30 | KRC Genk                   | 2 – 2   | Westerlo                | Cristal Arena Toeschouwers: 18.125 Scheidsrechter: Paul Allaerts |
| 2 mei 2010 20:30 | De Bruyne 83' Yeboah 90+2' | Verslag | 23' Jakovenko 63' Liliu | Cristal Arena Toeschouwers: 18.125 Scheidsrechter: Paul Allaerts |

|                  |          |                                        |          |                                                             |
| 7 mei 2010 20:30 | Westerlo | 0 – 3                                  | KRC Genk | 't Kuipje Toeschouwers: 8.200 Scheidsrechter: Johan Verbist |
| 7 mei 2010 20:30 |          | 4' João Carlos 71' Buffel 81' Ogunjimi |          | 't Kuipje Toeschouwers: 8.200 Scheidsrechter: Johan Verbist |

### Testmatchen Europa League
|                   |                        |       |                 |                                                                             |
| 13 mei 2010 20:30 | KRC Genk               | 2 – 1 | Sint-Truiden VV | Cristal Arena, Genk Toeschouwers: 22.183 Scheidsrechter: Jérôme Efong Nzolo |
| 13 mei 2010 20:30 | Ogunjimi 21' Camus 61' |       | 42' Sidibe      | Cristal Arena, Genk Toeschouwers: 22.183 Scheidsrechter: Jérôme Efong Nzolo |

|                   |                     |       |                                   |                                                                         |
| 16 mei 2010 20:30 | Sint-Truiden VV     | 2 – 3 | KRC Genk                          | Stayen, Sint-Truiden Toeschouwers: 10.747 Scheidsrechter: Johan Verbist |
| 16 mei 2010 20:30 | Sidibe 7' Onana 80' |       | 21' Ogunjimi 45' Barda 58' Buffel | Stayen, Sint-Truiden Toeschouwers: 10.747 Scheidsrechter: Johan Verbist |

## Afbeeldingen

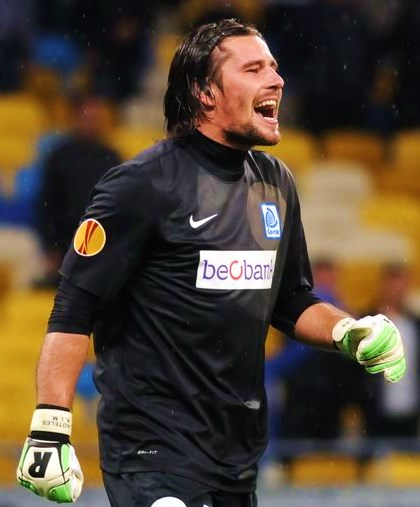
László Köteles (doelman)
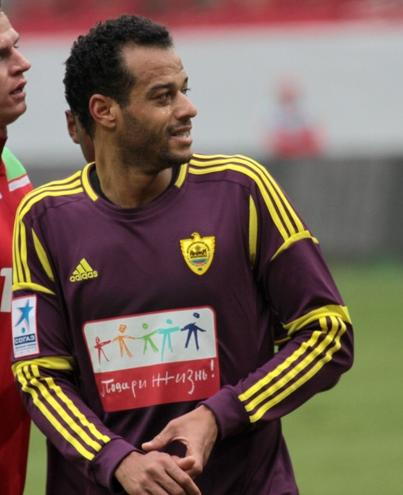
João Carlos (verdediger)
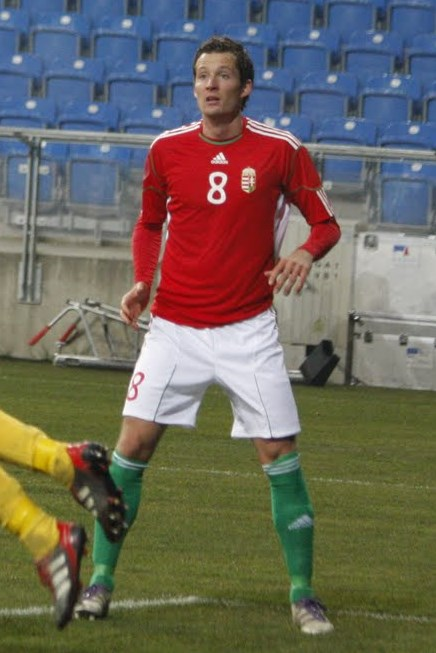
Dániel Tőzsér (middenvelder)
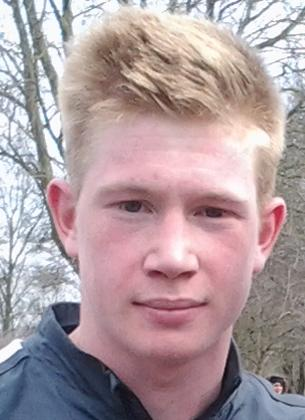
Kevin De Bruyne (middenvelder)
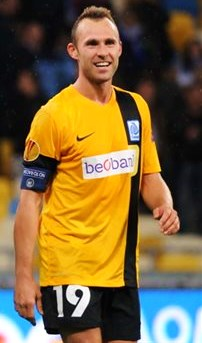
Thomas Buffel (middenvelder)
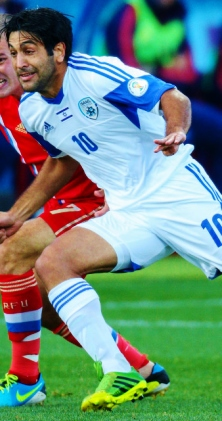
Elyaniv Barda (aanvaller)
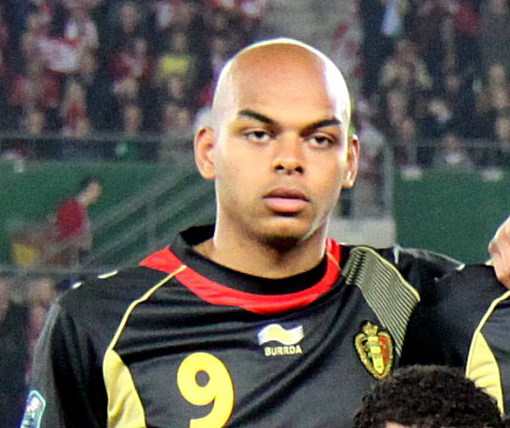
Marvin Ogunjimi (aanvaller)
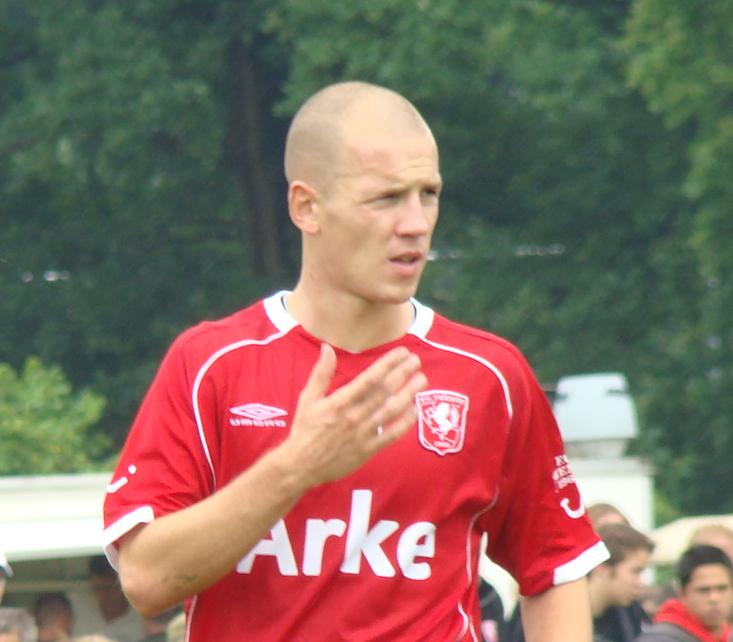
Stein Huysegems (aanvaller)